# 遊佐正憲
遊佐 正憲（ゆさ まさのり、1915年（大正4年）1月20日 - 1975年（昭和50年）3月8日）は、日本の水泳選手。1932年ロサンゼルスオリンピックの800mリレーで金メダル、1936年ベルリンオリンピックの800mリレーで金メダル、100m自由形で銀メダルを獲得した。

## 人物
香川県仲多度郡多度津町の出身。旧制多度津中学校（現・香川県立多度津高等学校）から日本大学に進学、日大1年次の17歳で出場した1932年ロサンゼルスオリンピック800メートルリレーで宮崎康二、横山隆志、豊田久吉とチームを組んで金メダルを獲得する。この800mリレーの優勝を讃えられ、遊佐は宮崎、横山、豊田と共に1932年度の朝日賞体育部門（現・朝日スポーツ賞）を受賞した。
1936年（昭和11年）、ロサンゼルスに続く二度目の出場となったベルリンオリンピックでは、遊佐は100メートル自由形で銀メダル、新井茂雄、田口正治、杉浦重雄とチームを組んだ800メートルリレーで金メダルを獲得した。この800mリレーの優勝を讃えられ、遊佐は新井、田口、杉浦と共に1936年度の朝日賞体育部門を受賞した。
日本大学卒業後は横浜ゴムに入社した。女優の逢初夢子は妻、女優の遊佐ナオコは長女（本名：遊佐 真温子）。妻の逢初とは1936年（昭和11年）頃に知り合い、1942年（昭和17年）に長女が誕生したことを受けて正式に入籍した。
第二次世界大戦後に日本水泳連盟技術指導委員となり、自由形短距離選手の強化を担当した。
1975年（昭和50年）3月8日、胃がんのため死去した。60歳没。